# Gustaf Olson
Gustaf „Gösta” Olson (Linköping, 1883. május 10. – Stockholm, 1966. január 23.) olimpiai bajnok svéd tornász.
Részt vett az 1908. évi nyári olimpiai játékokon, egy torna versenyszámban, a csapat összetettben és a svéd válogatottal aranyérmes lett.
Klubcsapata a Stockholms GF és az FFF volt.